# Rio Alibeg (Bârzava)
O Rio Alibeg é um rio da Romênia afluente do rio Bârzava, localizado no distrito de Caraş-Severin.